# 加藤守雄 (陸軍軍人)
加藤 守雄（かとう もりお、1891年（明治24年）7月28日 - 1939年（昭和14年）12月19日）は、日本の陸軍軍人。最終階級は陸軍少将。

## 経歴
宮城県出身、本籍東京府。加藤半三郎・陸軍主計少佐の息子として生れる。仙台陸軍地方幼年学校、中央幼年学校を経て、1912年（明治45年）5月、陸軍士官学校（24期）を卒業。同年12月、陸軍歩兵少尉に任官し歩兵第9連隊付となる。1920年（大正9年）11月、陸軍大学校（32期）を卒業した。
1921年（大正10年）7月、参謀本部付勤務となり、参謀本部員、ドイツ駐在、参謀本部付を務め、1927年（昭和2年）12月、歩兵少佐に昇進。陸軍技術本部付兼陸軍省人事局課員、人事局課員を務め、1931年（昭和6年）8月、歩兵中佐に進級し歩兵第34連隊付となる。人事局課員を経て、1935年（昭和10年）8月、歩兵大佐に昇進し人事局補任課長に就任した。
1937年（昭和12年）8月、歩兵第34連隊長に転じ、留守第3師団司令部付を経て、1938年（昭和13年）3月、舞鶴要塞司令官に就任し、同年7月、陸軍少将に進級した。同年12月、仙台陸軍幼年学校長に就任したが、1939年12月、在任中に死去した。

## 栄典
- 1913年（大正2年）2月20日 - 正八位[5]

## 伝記
- 中山政高編『加藤守雄少将追悼録』仙台陸軍幼年学校、1940年。

## 親族
- 弟 加藤敏（陸軍大佐）[1]
- 義兄 太田米雄（陸軍中将）・大久保致（陸軍中佐）[1]